# Jean-Noël Levavasseur
 (novembre 2017).
Si vous disposez d'ouvrages ou d'articles de référence ou si vous connaissez des sites web de qualité traitant du thème abordé ici, merci de compléter l'article en donnant les références utiles à sa vérifiabilité et en les liant à la section « Notes et références ».
Jean-Noël Levavasseur, né le 17 décembre 1965 à Bayeux, est un journaliste et écrivain français.

### Romans
- Irish confit, Coop Breizh, 2009
- Austral ko, Libre Court (Belgique), 2014
- Herman dans les dunes, Goater noir, 2016
- Une enquête de Martin Mesnil : Une Manche perdue, Orep, 2016
- Balle tragique à Colombières : un mort, La Gidouille, 2016
- Une enquête de Martin Mesnil : Terminal mortuaire, Ouest-France, 2021[1]
- Replay, Ska, 2021
- Ville fantôme, Sillon noir, 2022
- Irish Breizh, Ska, 2022
- Le Sacrifice des Affreux, Afitt, 2022
- Dernière Manche, Ouest France, 2024

### Directions d'ouvrages et nouvelles
- Death or glory (nouvelle) et direction d’ouvrage[réf. nécessaire] pour London Calling, 19 histoires rock et noires, préface d’Antoine de Caunes, Buchet Chastel, 2009
- Halfway to sanity (nouvelle) et direction d’ouvrage pour Ramones, 18 histoires punk et noires, préface de Tommy Ramone et avant-propos de Michka Assayas, Buchet Chastel, 2011[2],[3],[4],[5]
- Saint-Sauveur (nouvelle) et direction d’ouvrage pour La Souris Déglinguée, nouvelles lysergiques, Camion Blanc, 2011
- Douce parade funèbre (nouvelle) et direction d’ouvrage pour The Doors, 23 nouvelles aux portes du noir, Buchet Chastel, 2012
- Djebel (nouvelle) et direction d’ouvrage pour Bérurier Noir, nouvelles noires, Camion Blanc, 2012
- Blue stories (nouvelle) et direction d’ouvrage pour Stories of Little Bob – Histoires pour Roberto, préface de Little Bob, Nouvelles éditions Krakoen, 2013
- Faster Pussycat / You got good taste (nouvelle) et direction d’ouvrage pour The Cramps, 24 nouvelles noires Camion Blanc, 2013
- On a plain (nouvelle) et direction d’ouvrage pour Nirvana, 13 histoires grunge et noires, Buchet Chastel, 2013[6],[7]
- Bad America (nouvelle) et direction d’ouvrage pour Gun club, 24 histoires pour Jeffrey Lee Pierce, Camion Blanc, 2015
- Aftershock (nouvelle) et direction d’ouvrage pour Motörhead, 24 histoires pour Lemmy, Camion Blanc, 2015
- One more dub (nouvelle) et direction d’ouvrage pour Sandinista, préface de Caryl Férey, Goater, 2017[8]
- La chair humaine ne vaut pas cher (nouvelle) et direction d'ouvrage pour Parce que ça nous plaît, 20 nouvelles électriques autour d'OTH, préface de Spi, Kicking books, 2018
- Pendons-les haut et court (nouvelle) et direction d'ouvrage pour Au nom de la loi, 20 sentences autour du groupe Les Sheriff, Kicking books, 2019
- Death or glory (nouvelle) et direction d'ouvrage pour London Calling, 19 + 1 histoires rock et noires, préface d'Antoine de Caunes, Buchet Chastel, 2019, réédition du recueil de 2009 enrichi d'une nouvelle de Jean-Philippe Blondel[9]
- I loved this way (nouvelle) et direction d'ouvrage pour Welcome to the club, 20 nouvelles électriques inspirées par Les Thugs, Kicking books, 2019
- Blue stories (nouvelle) et direction d’ouvrage pour Little Bob stories – Histoires pour Roberto, préface de Little Bob, Goater, 2021
- Edith, Julie, Jeanne et quelques nouvelles (noires) de Marion Chemin, L'Aure écarlate, 2021

### Nouvelles
- Home is where I want to be pour Stories of the Dogs – Histoires pour Dominique, Krakoen, 2006, Nouvelles éditions Krakoen, 2013
- Mon ange pour Minimum rock’n’roll no 4, Disco-Babel/ Le Castor Astral, 2007
- Holy Buddy pour Minimum rock’n’roll no 5, Disco-Babel/ Le Castor Astral, 2008
- Guns on the roof pour Pigeons voyageurs, Mauves en Noir, 2010
- Six mètres et des poussières pour Les hommes en noir, Les Contrebandiers, 2011
- Épisode 57 pour L’exquise nouvelle, La Madolière, 2011
- Lettre à un frère parti au front, 7 août 1915 pour Granville pas à pas, Normandie Terre des Arts, 2012
- Les Sept Merce noirs pour L’exquise nouvelle saison 2, In Octavo, 2013
- Les 12 salopes hard pour le recueil Les douze sales polars, La Gronde, 2017
- Commando Camembert pour Des nouvelles de Mai 68, Caïman, 2018
- Service secret pour Les douze sales polars récidivent, La Gronde, 2018
- Retour à la mort pour Les douze sales polars débarquent en Normandie, La Gronde, 2019
- Chub pour Nouvelles de la Zone 52, tome 1, Zone 52, 2019
- Baby, initiales 2000 pour 24 nouvelles de l'Avent, Koikalit, 2019
- Jacques n'est pas un saint pour le recueil Les douze sales polars se mettent à table..., La Gronde, 2020
- Femme pour le numéro 136 de la revue 813, spécial forty guns, les 40 ans de l'association, 2020
- Chapitres 21, 22 et 38 du roman-relais Caïman contre pangolin, Caïman, 2020 [10]
- Henry Rollins, Stone et Charden pour le recueil Les douze sales polars s'attaquent au pôle "arts", La Gronde, 2021
- Attention fragiles pour Vous avez demandé le 17, ne quittez pas, Au Mot près, 2021
- LBD pour la série : Le Crime parfait, Actualitté.com, 2022 [11]
- L'île verte pour le recueil Les douze sales polars prennent la mer, La Gronde, 2022
- Magnifique coup franc pour Rien à foot, Au Mot près, 2022
- L'homme qui prend la mer pour le recueil Les douze sales polars sont en route, La Gronde, 2023

### Direction de la collection "Les enquêtes de Martin Mesnil"
- Une Manche perdue de Jean-Noël Levavasseur, Orep, 2016[12]
- Tout ce qui meurt me touche de Marion Chemin, Orep, 2017
- Arrête ton char de Sylvie Rouch et Brigitte Sesboüé, Orep, 2019
- Jour J en ligne de mire de Frédéric Leterreux, Orep, 2019
- Je te déteste autant que je t'aime de Bruno Amato, Orep, 2019, réédition à L'Aure écarlate, 2021
- Terminal mortuaire de Jean-Noël Levavasseur, Ouest-France, 2021[1]
- Drôle de cirque de Stanislas Petrosky, L'Aure écarlate, 2022
- Le grand Zinzin de Christian Milleret, L'Aure écarlate, 2022
- Terrain glissant de Jack Lamache, L'Aure écarlate, 2023

### Musique
- Dance Ska La, vingt ans de festival (livre collectif), Banana Juice, 2011
- Instantanés électriques, volume 1 (1991 – 2001), Camion Blanc, 2013
- Instantanés électriques', volume 2 (2002 – 2011), Camion Blanc, 2015
- Cherry Chainsaw et Rain on my grave, paroles de chansons pour Dallas Kincaid sur l’album If you are a heartbreaker, you got a broken heart, Masters at paradise, 2007
- Chansons reprises dans les courts métrages Borderline de Marion Chemin et Manuel Guyon (Off-courts, 2012), Home run de David Lucas (Noodles production, 2012) et Virgilia de Salvator Petgolesi (Italie, 2012)
- Fake smiles et The long walk, paroles de chansons pour Dallas Kincaid et Evil Mr Sod sur l’album Subterranean power strain, Masters at paradise, 2010
- Le début de l'or blanc, paroles de chanson pour Tuf sur l'album Au bonheur des bois, 2020
- Mass prod, 25 ans d'activisme punk (livre collectif sous la direction de Vincent Bride), Mass prod/ Goater, 2021
- Ville fantôme (coffret comprenant un 45 tours du groupe Roberto and the Moods), Sillon noir, 2022

### Normandie
- Granville, mémoires de carnaval (photos) de Jacques Bougeard, Jean-Louis Goëlau et Jean-Marc Santier, Eurocibles, 2003
- Isigny, chère liberté, les rescapés des bombardements du 8 juin 1944 racontent, préface de Gilles Perrault, Eurocibles, 2004
- Isigny, chère liberté, d’autres rescapés des bombardements du 8 juin 1944 racontent, Eurocibles, 2005
- Isigny-sur-Mer de 1919 à 1939 – Les années lumière, Eurocibles, 2007
- Dans les griffes nazies : Angers – Fresnes – Ravensbrück – Mauthausen (récit de déportation de la résistante Félicie Charles, 1946), Orep, 2014
- Les 100 clés de Granville, Editions des Falaises, 2023

### Théâtre
Quatre recueils de nouvelles ont fait l’objet de lectures théâtralisées :
- Reading on London Calling par la troupe Ni Vu Ni Connu d’après London Calling, 19 histoires rock et noires (depuis 2010)
- Les Doors aux portes du noir par la troupe Ni Vu Ni Connu d’après The Doors, 23 nouvelles aux portes du noir (depuis 2011)
- Tramps play the Cramps par la compagnie Les Clashettes, Touma Guittet et Marc Minelli d’après The Cramps, 24 nouvelles noires (depuis 2015)
- Motörhead, 24 histoires pour Lemmy par Bruno Putzulu, de la Comédie française (2016)
- Comme un air de Clash par la compagnie Troll d’après London Calling, 19 histoires rock et noires (depuis 2019)